# Seznam kubanskih pevcev
Seznam kubanskih pevcev.

## A
- Albita (Rodríguez)

## B
- Malena Burke

## C
- Irene Cara
- Willy Chirino
- Ana Cristina
- Celia Cruz (1929-2002)

## D
- Jamie-Lynn DiScala

## E
- Gloria Estefan

## G
- Odalys Garcia
- Nona Gaye
- Celina González
- Olga Guillot

## J
- Pedro Jesus

## L
- La Lupe
- Myriam Latrece
- Lena
- Lissette

## M
- Juan Marcos de Gonzalez (Juan de Marcos)
- Martika
- Christina Milian

## O
- Lisette Oropesa (sopran)

## P
- Miles Peña
- Carlos Ponce
- Guillermo Portabales
- Carlos Manuel Pruneda

## R
- Albita Rodríguez
- Rey Ruiz

## S
- Jon Secada